# Wojciech Guzikowski
Wojciech Guzikowski (ur. 1936, zm. 31 października 2020) – polski artysta fotograf. Członek rzeczywisty Okręgu Wielkopolskiego Związku Polskich Artystów Fotografików. Wieloletni członek rzeczywisty i członek Zarządu oraz członek honorowy International Rotary Club w Poznaniu. Członek rzeczywisty Poznańskiego Towarzystwa Fotograficznego.

## Życiorys
Wojciech Guzikowski związany z wielkopolskim środowiskiem fotograficznym – mieszkał, pracował, tworzył w Poznaniu. Miejsce szczególne w jego twórczości zajmowała fotografia aktu, fotografia architektury, fotografia krajobrazowa, fotografia kreacyjna, fotografia martwej natury, fotografia modowa, portretowa oraz fotografia reklamowa. Był autorem i współautorem wielu wystaw fotograficznych; zbiorowych oraz indywidualnych – w Polsce i za granicą (m.in. w Kolonii, Wiedniu). Był autorem zdjęć do wielu publikacji – m.in. albumów, kalendarzy. Fotografie Wojciecha Guzikowskiego opublikowano między innymi w albumie Akt w polskiej fotografii, prezentującym dokonania największych polskich fotografików średniego pokolenia. 
Z fotografią artystyczną związany od końca lat 60. XX wieku. W 1972 został przyjęty w poczet członków rzeczywistych Okręgu Wielkopolskiego Związku Polskich Artystów Fotografików (legitymacja nr 366). W 1980 był współorganizatorem pierwszej w Polsce Międzynarodowej Wystawy Fotografii Reklamowej. Został uhonorowany tytułem Zasłużony dla Miasta Poznania oraz (dwukrotnie) odznaczony Odznaką „Zasłużony Działacz Kultury”. Jest autorem zdjęć do albumu Fotografia, prezentującego cykle – Magia Opery, Kalendarze, Portrety, Ze świata.